# 신생 (드라마)
《신생》(新生)은 2024년 방송되었던 중국의 드라마이다.

## 등장 인물
- 징보란 - 페이커 역
- 주익연 (周依然) - 허산 역
- 왕연휘 (王砚辉) - 천수파 역
- 황각 (黄觉) - 청하오 역
- 장이판 - 장쉬안 역
- 팽양 (彭杨) - 쑤첸 역
- 진우현 (陈雨贤) - 천자자 역
- 하료려군 (何廖侣匀) - 류모 역
- 장형민 (张炯敏) - 쉬오우 역
- 왕일주 (王一舟) - 리저티엔 역